# Die Kuh (1969)
Die Kuh (persisch گاو Gāv) ist ein iranischer Film von Dariush Mehrjui aus dem Jahr 1969. Er gilt als einer der Marksteine des Neuen Films (Mowdsch-e Now) im Iran.

## Handlung
Der Film zeigt die innige Beziehung des Dorfbewohners Hassan zu seiner Kuh. Sie ist sein wertvollster Besitz und zugleich die einzige Kuh des Dorfes.
Als Hassan einmal für kurze Zeit das Dorf verlassen muss, wird die trächtige Kuh tot im Stall aufgefunden. Aus Angst vor Hassans Reaktion verschleiern die Dorfbewohner den Vorfall bei seiner Rückkehr und erzählen ihm, die Kuh sei entflohen.
Der Verlust seiner geliebten Kuh, die der Inbegriff seines sozialen Status innerhalb des Dorfes war, führt zu einem Nervenzusammenbruch bei Hassan. Allmählich verliert er den Verstand und glaubt schließlich, selbst die Kuh zu sein und beginnt, Heu zu essen.
Der Versuch der Dorfbewohner, Hassan wieder zurück in die Normalität zu holen, scheitert und endet schließlich mit seinem Tod.

## Besetzung
- Ezzatolah Entezami: Mascht Hassan
- Mahin Shahabi: Hassan Frau
- Ali Nassirian: Mascht Eslam
- Jamshid Mashayekhi: Abbas
- Firouz Behjat-Mohamadi: Hassani
- Jafar Vali: Kadkhoda (Dorfvorsteher)
- Khosrow Shojazadeh: junger Mann
- Ezatallah Ramezanifar: Dorfvorsteher
- Esmat Safavi: alte Frau
- Mahmoud Dowlatabadi
- Parviz Fannizadeh

## Stil
Der Film ist eine „existentialistische, neorealistisch inszenierte Fabel über das Verhältnis Individuum-Gruppe“.

## Veröffentlichung
Der Film gehörte zu einem der ersten vom Staat geförderten Filmprojekten, wurde dann jedoch wegen seiner Darstellung der ärmlichen Verhältnisse auf dem Lande verboten. 1971 wurde der Film aus dem Iran geschmuggelt und auf den Internationalen Filmfestspielen von Venedig gezeigt. Dort wurde er zum Filmereignis des Jahres und gewann den Kritikerpreis. Weitere Präsentationen auf Filmfestivals folgten.
Am 18. Juni 1973 wurde die Inszenierung erstmals im deutschsprachigen Fernsehen ausgestrahlt (ZDF).

## Rezeption
Der Film brachte Dariush Mehrjui nationale und internationale Anerkennung. Er wurde zu einem Kultfilm und wurde in einigen Umfragen zum besten iranischen Film gekürt.

## Kritiken
Das Lexikon des internationalen Films schrieb, der Film sei eine sorgfältige Inszenierung, die in „klaren, lyrisch-realistischen Schwarzweißbildern“ eingefangen werde und biete daher ein „eindrucksvolles Zeugnis ökonomischer, kultureller und religiöser Lebensbedingungen in einem unterentwickelten Land.“ Die deutschen Synchronstimmen wurden hingegen als „störend“ und „unpassend“ bewertet.